# 2010年世界击剑锦标赛

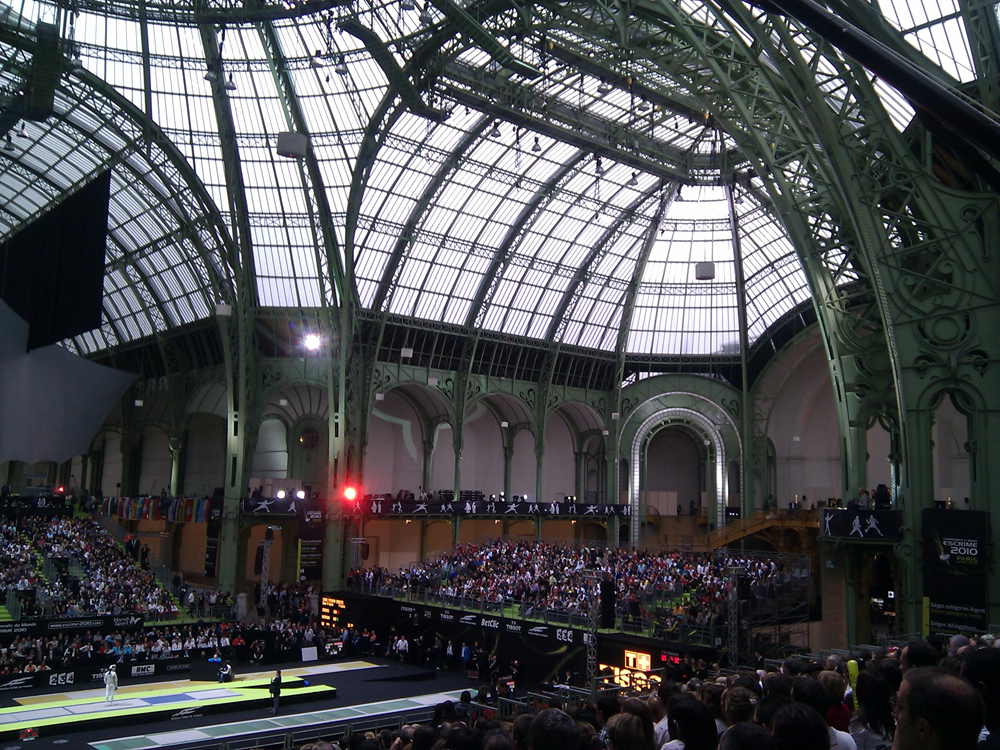
赛事期间的大皇宫全景

2010年世界击剑锦标赛于11月4日至13日在巴黎法国的大皇宫举行。意大利队以2枚金牌、3枚银牌和2枚铜牌的成绩位列奖牌榜第一，成为该届赛事的最大赢家。

## 奖牌得主

### 男子
| 项目     | 金牌                                                                               | 银牌                                                                                   | 铜牌                                                                                   |
| 个人重剑 | 尼古拉·尼沃斯约洛夫（爱沙尼亚）                                                    | 戈捷·格吕米耶（法國）                                                                  | 博茨科·加博尔（匈牙利） · 让-米歇尔·吕塞奈（法國）                                     |
| 团体重剑 | 法國 · 戈捷·格吕米耶 · 热罗姆·让内 · 让-米歇尔·吕塞奈 · 于尔里克·罗贝里            | 美国 · 本杰明·布拉顿 · 韦斯顿·凯尔西 · 科迪·马特恩 · 本杰明·本吉                       | 匈牙利 · 博茨科·加博尔 · 伊姆赖·盖佐 · 雷德利·翁德拉什 · 绍姆福伊·彼得                 |
| 个人花剑 | 彼得·约皮希（德国）                                                                | 雷声（中国）                                                                           | 格雷克·迈因哈特（美国） · 太田雄贵（日本）                                             |
| 团队花剑 | 中国 · 黄良财 · 雷声 · 张亮亮 · 朱俊                                               | 義大利 · 瓦莱里奥·阿斯普罗蒙特 · 安德烈亚·巴尔迪尼 · 斯蒂法诺·巴雷拉 · 安德烈亚·卡萨拉 | 日本 · 淡路卓 · 千田健太 · 三宅谅 · 太田雄贵                                           |
| 个人佩剑 | 元禹宁（大韩民国）                                                                 | 尼古拉斯·林巴赫（德国）                                                                | 科斯明·汉西阿姆（羅馬尼亞） · 韦尼阿明·列舍特尼科夫（俄罗斯）                          |
| 团队佩剑 | 俄羅斯 · 尼古拉·科瓦廖夫 · 韦尼阿明·列舍特尼科夫 · 阿列克谢·亚基缅科 · Artem Zanin | 義大利 · 阿尔多·蒙塔诺 · 迭戈·奥基乌齐 · 路易吉·萨梅莱 · 路易吉·塔兰蒂诺               | 羅馬尼亞 · 蒂贝留·多尔尼恰努 · 拉雷什·杜米特雷斯库 · Cosmin Hănceanu · 弗洛林·扎洛米尔 |

### 女子
| 项目     | 金牌                                                                                     | 银牌                                                                                | 铜牌                                                                  |
| 个人重剑 | 莫琳·尼西玛（法國）                                                                      | 萨斯·埃迈谢（匈牙利）                                                               | 塔季扬娜·洛古诺娃（俄罗斯） · 纳塔莉·默尔豪森（義大利）               |
| 团体重剑 | 羅馬尼亞 · 西蒙娜·盖尔曼 · 安娜·玛丽亚·波佩斯库 · 洛雷达娜·约尔德基奥尤 · 安卡·马罗尤    | 德国 · 埃姆克·杜普利策 · 布丽塔·海德曼 · 丽卡达·穆尔特雷尔 · 莫妮卡·索扎斯卡        | · 政孝正 · Oh Yun-hee · 朴世摞 · 申雅岚                               |
| 个人花剑 | 埃莉萨·迪弗朗西丝卡（義大利）                                                            | 阿里安娜·埃里戈（義大利）                                                           | 南贤喜（大韩民国） · 瓦伦蒂娜·韦扎利（義大利）                        |
| 团队花剑 | 義大利 · 埃莉萨·迪弗朗西丝卡 · 阿里安娜·埃里戈 · 伊拉里娅·萨尔瓦托里 · 瓦伦蒂娜·韦扎利   | 波蘭 · 卡罗利娜·赫莱温斯卡 · 瑟尔维娅·格鲁哈瓦 · Katarzyna Kryczalo · 安娜·雷比茨卡 | · 全希淑 · 南贤喜 · 吴荷娜 · 徐美淨                                   |
| 个人佩剑 | 玛丽埃尔·扎格尼斯（美国）                                                                | 奥莉哈·哈尔兰（乌克兰）                                                             | 奥廖娜·霍姆罗娃（乌克兰） · 索菲娅·韦利卡娅（俄罗斯）                 |
| 团队佩剑 | 俄羅斯 · Dina Galiakbarova · 尤利娅·加夫里洛娃 · Svetlana Kormilitsyna · 索菲娅·韦利卡娅 | 乌克兰 · 奥莉哈·哈尔兰 · 奥廖娜·霍姆罗娃 · 哈雷娜·蓬迪克 · 奥莉加·若夫尼尔          | 法國 · 塞西莉亚·贝尔代 · Solenne Mary · 莱奥诺尔·佩吕 · Carole Vergne |

## 奖牌榜
*   主办国家/地区（法國）
| 排名                      | 国家 / 地区               | 金牌 | 銀牌 | 銅牌 | 总计 |
| ------------------------- | ------------------------- | ---- | ---- | ---- | ---- |
| 1                         | 義大利（ITA）             | 2    | 3    | 2    | 7    |
| 2                         | 法國（FRA）*              | 2    | 1    | 2    | 5    |
| 3                         | 俄羅斯（RUS）             | 2    | 0    | 3    | 5    |
| 4                         | 德国（GER）               | 1    | 2    | 0    | 3    |
| 5                         | 美国（USA）               | 1    | 1    | 1    | 3    |
| 6                         | 中國（CHN）               | 1    | 1    | 0    | 2    |
| 7                         | （KOR）                   | 1    | 0    | 3    | 4    |
| 8                         | 羅馬尼亞（ROU）           | 1    | 0    | 2    | 3    |
| 9                         | 爱沙尼亚（EST）           | 1    | 0    | 0    | 1    |
| 10                        | 乌克兰（UKR）             | 0    | 2    | 1    | 3    |
| 11                        | 匈牙利（HUN）             | 0    | 1    | 2    | 3    |
| 12                        | 波蘭（POL）               | 0    | 1    | 0    | 1    |
| 13                        | 日本（JPN）               | 0    | 0    | 2    | 2    |
| 总计（共13个国家 / 地区） | 总计（共13个国家 / 地区） | 12   | 12   | 18   | 42   |